# Guy Ritchie

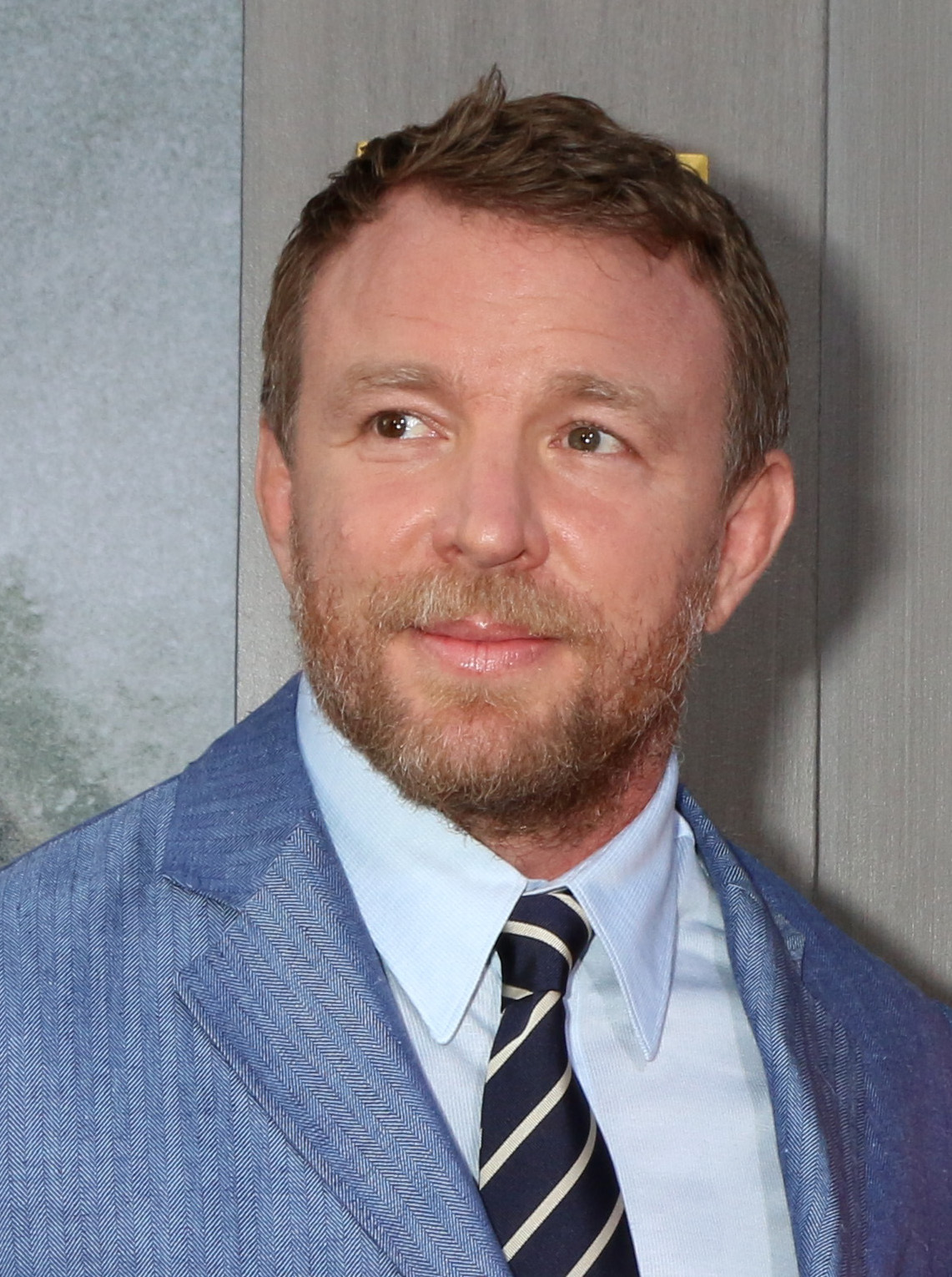
Guy Ritchie (2017)

Guy Stuart Ritchie (* 10. September 1968 in Hatfield, Hertfordshire, England) ist ein britischer Filmregisseur, Drehbuchautor und Filmproduzent.

## Karriere
Guy Ritchie begann seine Karriere 1995 als Regisseur für Werbefilme und Musikvideos. Im selben Jahr drehte er den Kurzfilm The Hard Case, mit Hilfe dessen er seinen ersten Film Bube, Dame, König, grAS  finanzieren konnte, der zum Kultfilm avancierte. Der darauf folgende Film Snatch – Schweine und Diamanten bot ein größeres Starensemble mit Schauspielern wie Brad Pitt und Benicio del Toro. Außerdem hatte Ritchie für Snatch ein wesentlich größeres Budget als bei seinem Debütfilm.
Mit seiner damaligen Ehefrau Madonna drehte Ritchie 2001 das kontroverse Musikvideo What It Feels Like For A Girl und den Kurzfilm The Hire: Star für BMW. Sein Spielfilm Stürmische Liebe – Swept Away (2003) mit Madonna in der Hauptrolle fiel sowohl bei den Kritikern als auch kommerziell durch. Zwei Jahre darauf folgte mit Revolver der dritte Film Ritchies mit Jason Statham in der Hauptrolle. Kommerziell konnte der Film nicht an die Erfolge von Bube, Dame, König, grAS und Snatch – Schweine und Diamanten anknüpfen, jedoch ist es der Film, mit dem Ritchie bis dato am zufriedensten war.

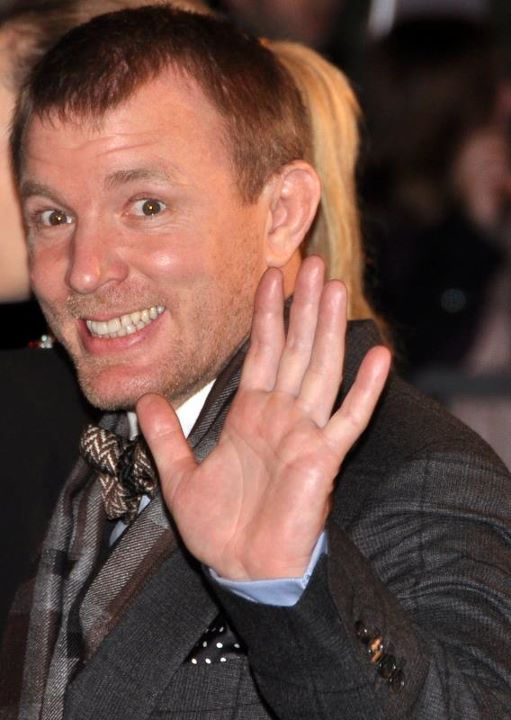
Guy Ritchie in Paris auf der Premiere zu Sherlock Holmes: Spiel im Schatten (Januar 2012)

2008 drehte er den Film Rock N Rolla mit Gerard Butler. Im selben Jahr führte Ritchie Regie beim Nike-Werbespot Take It To The Next Level, sowie für Nespresso bei den Spots der Werbereihe What else? mit George Clooney in der Hauptrolle. Im Jahr darauf erschien Ritchies Film Sherlock Holmes mit Robert Downey Jr. als Sherlock Holmes und Jude Law als Dr. Watson in den Hauptrollen. Im Jahr 2011 wurde eine Fortsetzung mit dem Titel Sherlock Holmes: Spiel im Schatten realisiert. 2015 erschien unter seiner Regie der Film Codename U.N.C.L.E., eine Kinoadaption der Serie Solo für O.N.C.E.L. Ritchies nächster Film King Arthur: Legend of the Sword (2017) basierte auf der Artussage.
Ab September 2017 arbeitete Ritchie an Aladdin, einer Live-Action-Version des gleichnamigen Animationsfilms aus dem Jahr 1992. Für die Action-Filmkomödie The Gentlemen arbeitete er mit einem Ensemble renommierter Darsteller wie Matthew McConaughey, Charlie Hunnam, Michelle Dockery, Jeremy Strong, Henry Golding, Colin Farrell, Eddie Marsan und Hugh Grant.
2017 wurde Ritchie in die Academy of Motion Picture Arts and Sciences (AMPAS) aufgenommen, die jährlich die Oscars vergibt.

## Privatleben
Am 22. Dezember 2000 heiratete er die Sängerin Madonna. Das Paar hat einen leiblichen (* 2000) und einen 2006 gemeinsam adoptierten Sohn (* 2005). Die Ehe wurde am 21. November 2008 in London geschieden. Eine Sprecherin Madonnas gab bekannt, dass Ritchie eine Abfindung in Höhe von 50 bis 60 Millionen Pfund Sterling erhalten würde. Später gab das Paar eine gemeinsame Erklärung ab, laut der die zuerst kommunizierte Angabe „irreführend und ungenau“ gewesen sei; die Details der Vereinbarung seien privat.
Seit dem Jahr 2015 ist Ritchie mit dem Model Jacqui Ainsley verheiratet. Das Paar hat zwei Söhne (* 2011, 2014) und eine Tochter (* 2012).

## Filmografie

### Spielfilme
- 1998: Bube, Dame, König, grAS (Lock, Stock & Two Smoking Barrels)
- 2000: Snatch – Schweine und Diamanten (Snatch)
- 2002: Stürmische Liebe – Swept Away (Swept Away)
- 2005: Revolver
- 2008: Rock N Rolla (RocknRolla)
- 2009: Sherlock Holmes
- 2011: Sherlock Holmes: Spiel im Schatten (Sherlock Holmes: A Game of Shadows)
- 2015: Codename U.N.C.L.E. (The Man from U.N.C.L.E.)
- 2017: King Arthur: Legend of the Sword
- 2019: Aladdin
- 2019: The Gentlemen
- 2021: Cash Truck (Wrath of Man)
- 2022: Operation Fortune (Operation Fortune: Ruse de Guerre)
- 2023: Der Pakt (Guy Ritchie’s The Covenant)
- 2024: The Ministry of Ungentlemanly Warfare
- 2025: Fountain of Youth

### Serien
- 2024: The Gentlemen
- 2025: MobLand – Familie bis aufs Blut (MobLand, Executive Producer, Regie von 2 Episoden)

### Kurzfilme
- 1995: The Hard Case
- 2001: The Hire: Star (BMW-Werbefilm)
- 2007: Suspect

### Musikvideos
- 1995: The Bucketheads – The Bomb! (These Sounds Fall into My Mind)
- 1995: DJ Jacques O. – Rave Can Can
- 1995: Joelle – Upside Down
- 1995: Marusha – Deep
- 1995: C.B. Milton – A Real Love
- 1995: Nightcrawlers – Don’t Let the Feeling Go
- 1995: WestBam, Koon & Axel Stephenson – Always Music
- 1996: The Bucketheads – Got Myself Together
- 1996: Grace – Skin on Skin
- 1997: Ocean Colour Scene – Hundred Mile High City
- 2001: Madonna – What It Feels Like for a Girl